# Lembras
Lembras (prononcé [lɛ̃bra] est une commune française située dans le département de la Dordogne, en région Nouvelle-Aquitaine.

## Géographie

### Généralités
Dans le quart sud-ouest du département de la Dordogne, en Bergeracois, dans l'unité urbaine de Bergerac, la commune de Lembras est bordée par les vallées du Caudeau au sud et de son affluent la Seyze au sud-est, et s'étend vers le nord-est en un plateau vallonné occupé par de vastes zones boisées. L'activité agricole y est également représentée, avec une dominante viticole sur des vignobles d'appellations d'origine contrôlée (bergerac et pécharmant).
Traversé par la route départementale (RD) 936E1 (ancien tracé de la route nationale (RN) 21 depuis la mise en service en 2010 de la déviation à l'est de Bergerac), le bourg de Lembras est situé, en distances orthodromiques, quatre kilomètres au nord-est du centre-ville de Bergerac, la sous-préfecture.
Le territoire communal est également desservi par la RN 21 à l'est et par les RD 21E1 et 107, cette dernière marquant partiellement la limite ouest de la commune.
À l'intersection de l'actuelle RN 21 et de son ancien tracé, la commune jouit d'une facilité d'accès par rapport aux centres d'emploi du Bergeracois. Cette proximité a fortement influencé son évolution récente vers une vocation résidentielle de plus en plus marquée. La population est bien desservie par la présence dans le bourg de plusieurs commerces de proximité et de services.
En provenance au nord-est de la commune de Queyssac, le GR 654 traverse le territoire communal sur près de six kilomètres, passe dans le bourg de Lembras et continue vers la commune de Bergerac, au sud-ouest.

### Communes limitrophes
Lembras est limitrophe de six autres communes, dont Saint-Sauveur au sud-est, sur un peu plus de 200 mètres. À l'ouest, le territoire de Ginestet est distant de 650 mètres.
| Eyraud-Crempse-Maurens (ancienne commune de Maurens) | Queyssac |                     |
|                                                      | Lembras  | Lamonzie-Montastruc |
| Bergerac                                             | Creysse  | Saint-Sauveur       |

### Géologie et relief

#### Géologie
Situé sur la plaque nord du Bassin aquitain et bordé à son extrémité nord-est par une frange du Massif central, le département de la Dordogne présente une grande diversité géologique. Les terrains sont disposés en profondeur en strates régulières, témoins d'une sédimentation sur cette ancienne plate-forme marine. Le département peut ainsi être découpé sur le plan géologique en quatre gradins différenciés selon leur âge géologique. Lembras est située dans le quatrième gradin à partir du nord-est, un plateau formé de dépôts siliceux-gréseux et de calcaires lacustres de l'ère tertiaire.
Les couches affleurantes sur le territoire communal sont constituées de formations superficielles du Quaternaire et de roches sédimentaires datant pour certaines du Cénozoïque, et pour d'autres du Mésozoïque. La formation la plus ancienne, notée c5e, date du Campanien 5, des calcaires bioclastiques jaunâtres à rudistes, orbitoides media, Larrazetia, calcaires gréseux jaunes à grands silex versicolores, lumachelles à huîtres. La formation la plus récente, notée CFp, fait partie des formations superficielles de type colluvions indifférenciées de versant, de vallon et plateaux issues d'alluvions, molasses, altérites. Le descriptif de ces couches est détaillé dans  la feuille « no 806 - Bergerac » de la carte géologique au 1/50 000 de la France métropolitaine, et sa notice associée.

Carte géologique de Lembras.

#### Relief et paysages
Le département de la Dordogne se présente comme un vaste plateau incliné du nord-est (491 m, à la forêt de Vieillecour dans le Nontronnais, à Saint-Pierre-de-Frugie) au sud-ouest (2 m à Lamothe-Montravel). L'altitude du territoire communal varie quant à elle entre 39 m à l'extrême sud-ouest, là où le Caudeau quitte la commune et entre sur celle de Bergerac, au niveau du parc de Pombonne, et 155 ou 163 m à l'extrême nord-est, au lieu-dit Pinceguerre, en limite des communes d'Eyraud-Crempse-Maurens et de Queyssac.
Dans le cadre de la Convention européenne du paysage entrée en vigueur en France le 1er juillet 2006, renforcée par la loi du 8 août 2016 pour la reconquête de la biodiversité, de la nature et des paysages, un atlas des paysages de la Dordogne a été élaboré sous maîtrise d’ouvrage de l’État et publié en octobre 2020. Les paysages du département s'organisent en huit unités paysagères et 14 sous-unités. La commune est dans le Bergeracois, une région naturelle présentant un relief contrasté, avec les deux grandes vallées de la Dordogne et du Dropt séparées par un plateau plus ou moins vallonné, dont la pente générale s’incline doucement d’est en ouest. Ce territoire offre des paysages ouverts qui tranchent avec les paysages périgourdins. Il est composé de vignes, vergers et cultures,.
La superficie cadastrale de la commune publiée par l'Insee, qui sert de référence dans toutes les statistiques, est de 10,59 km2,,. La superficie géographique, issue de la BD Topo, composante du Référentiel à grande échelle produit par l'IGN, est quant à elle de 10,79 km2.

### Hydrographie

#### Réseau hydrographique
La commune est située dans le bassin de la Dordogne au sein du Bassin Adour-Garonne. Elle est drainée par le Caudeau, la Seyze, la Tortefeyssole, le ruisseau du Vert et par divers petits cours d'eau, qui constituent un réseau hydrographique de 14 km de longueur totale,.
Le Caudeau, d'une longueur totale de 38,47 km, prend sa source dans la commune de Veyrines-de-Vergt et se jette dans la Dordogne en rive droite à Bergerac, juste en aval du barrage de Bergerac. Il traverse la commune du sud-est au sud-ouest sur plus de cinq kilomètres, servant presque intégralement de limite territoriale face à Saint-Sauveur, Creysse et Bergerac.
La Seyze (ou Galinat dans sa partie amont), d'une longueur totale de 9,58 km, prend sa source à Montagnac-la-Crempse et se jette dans le Caudeau en rive droite à Lembras, face à Creysse,. Elle arrose l'est de la commune par deux bras parallèles, longs chacun de 800 à 900 mètres, le bras oriental bordant le territoire communal au sud-est sur 230 mètres, face à Lamonzie-Montastruc.
Autres affluents de rive droite du Caudeau, la Tortefeyssole baigne le sud-ouest de la commune sur plus d'un kilomètre dont 350 mètres en limite de Bergerac, et le ruisseau du Vert prend sa source dans le nord, près du lieu-dit Bois Vert, et traverse le territoire communal vers le sud sur deux kilomètres et demi.

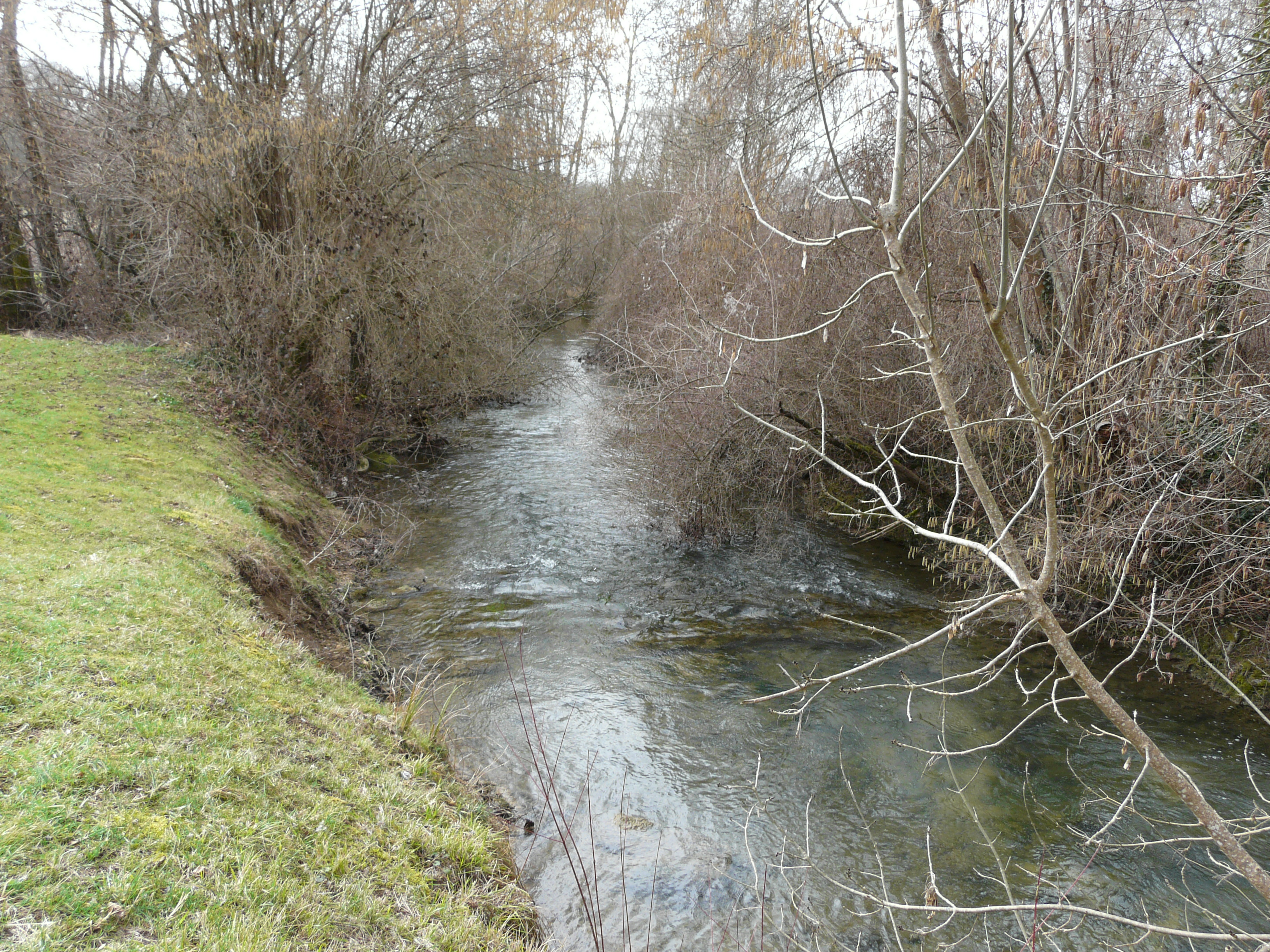
Le Caudeau en limite de Creysse et de Lembras.
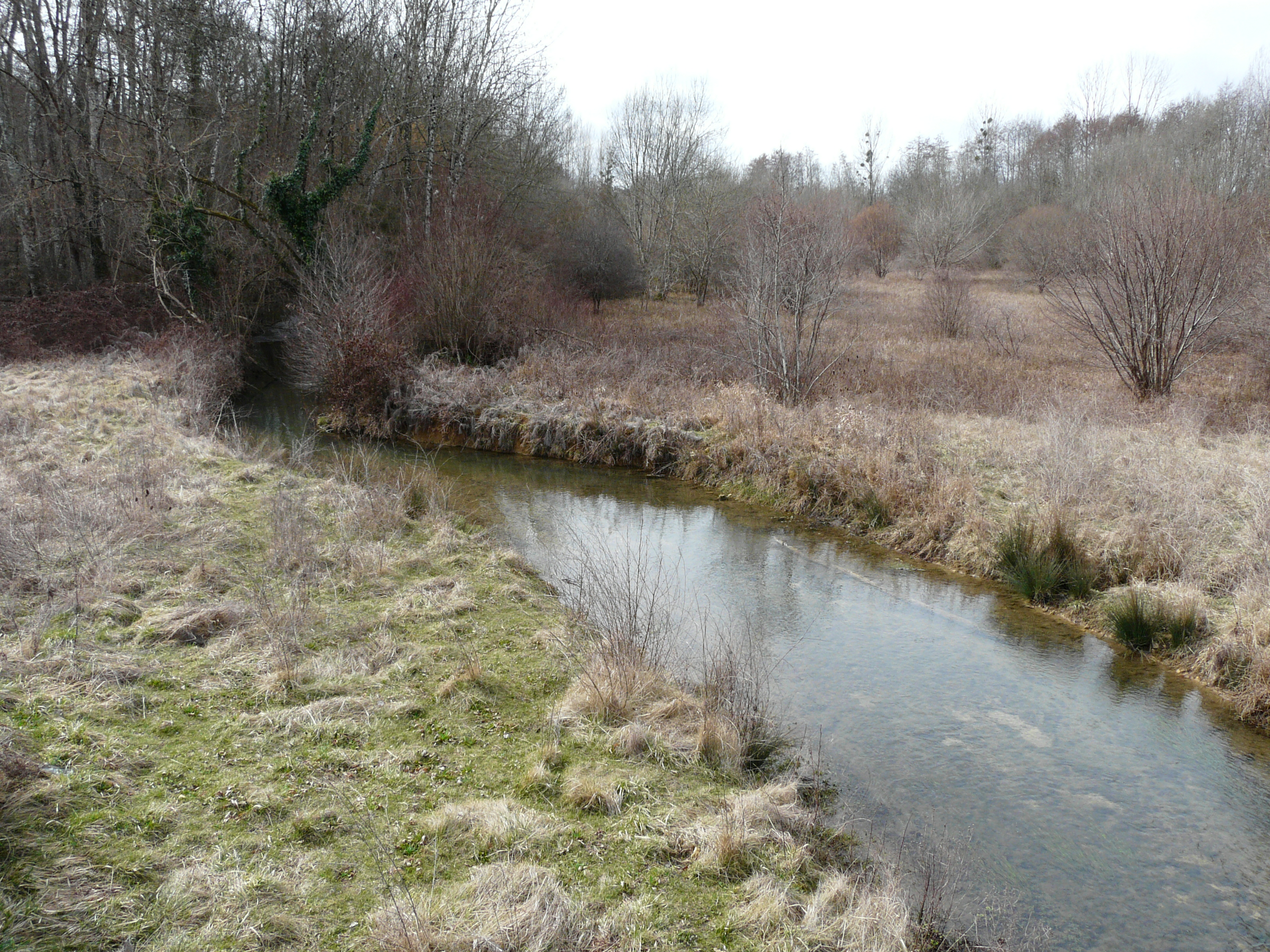
La Seyze dans sa partie terminale.
Réseaux hydrographique et routier de Lembras.

#### Gestion et qualité des eaux
Le territoire communal est couvert par le schéma d'aménagement et de gestion des eaux (SAGE) « Dordogne Atlantique ». Ce document de planification, dont le territoire correspond au sous‐bassin le plus aval du bassin versant de la Dordogne (aval de la confluence Dordogne - Vézère)., d'une superficie de 2 700 km2 est en cours d'élaboration. La structure porteuse de l'élaboration et de la mise en œuvre est l'établissement public territorial de bassin de la Dordogne (EPIDOR). Il définit sur son territoire les objectifs généraux d’utilisation, de mise en valeur et de protection quantitative et qualitative des ressources en eau superficielle et souterraine, en respect des objectifs de qualité définis dans le troisième SDAGE  du Bassin Adour-Garonne qui couvre la période 2022-2027, approuvé le 10 mars 2022.
La qualité des eaux de baignade et des cours d’eau peut être consultée sur un site dédié géré par les agences de l’eau et l’Agence française pour la biodiversité.

### Climat
Pour des articles plus généraux, voir Climat de la Nouvelle-Aquitaine et Climat de la Dordogne.
Historiquement, la commune est exposée à un climat océanique aquitain.  
En 2020, Météo-France publie une typologie des climats de la France métropolitaine dans laquelle la commune est dans une zone de transition entre le climat océanique et le climat océanique altéré et est dans la région climatique  Aquitaine, Gascogne, caractérisée par une pluviométrie abondante au printemps, modérée en automne, un faible ensoleillement au printemps, un été chaud (19,5 °C), des vents faibles, des brouillards fréquents en automne et en hiver et des orages fréquents en été (15 à 20 jours).
Pour la période 1971-2000, la température annuelle moyenne est de 12,7 °C, avec  une amplitude thermique annuelle de 15,2 °C. Le cumul annuel moyen de précipitations est de 842 mm, avec 11,7 jours de précipitations en janvier et 6,5 jours en juillet. Pour la période 1991-2020, la température moyenne annuelle observée sur la station météorologique la plus proche, située sur la commune de Bergerac à 5 km à vol d'oiseau, est de 13,2 °C et le cumul annuel moyen de précipitations est de 792,9 mm,. Pour l'avenir, les paramètres climatiques de la commune estimés pour 2050 selon différents scénarios d’émission de gaz à effet de serre sont consultables sur un site dédié publié par Météo-France en novembre 2022.

## Urbanisme

### Typologie
Au 1er janvier 2024, Lembras est catégorisée commune rurale à habitat dispersé, selon la nouvelle grille communale de densité à 7 niveaux définie par l'Insee en 2022.
Elle appartient à l'unité urbaine de Bergerac, une agglomération inter-départementale dont elle est une commune de la banlieue,. Par ailleurs la commune fait partie de l'aire d'attraction de Bergerac, dont elle est une commune de la couronne,. Cette aire, qui regroupe 73 communes, est catégorisée dans les aires de 50 000 à moins de 200 000 habitants,.

### Occupation des sols
En 2006, au niveau communal, les sols se répartissaient de la façon suivante : 45,2 % de territoires agricoles, 44,3 % de forêts ou de milieux semi-naturels et 11,1 % de territoires artificialisés.

### Prévention des risques
Le territoire de la commune de Lembras est vulnérable à différents aléas naturels : météorologiques (tempête, orage, neige, grand froid, canicule ou sécheresse), inondations, feux de forêts, mouvements de terrains et séisme (sismicité très faible). Il est également exposé à un risque technologique, le transport de matières dangereuses. Un site publié par le BRGM permet d'évaluer simplement et rapidement les risques d'un bien localisé soit par son adresse soit par le numéro de sa parcelle.

#### Risques naturels
Certaines parties du territoire communal sont susceptibles d’être affectées par le risque d’inondation par débordement de cours d'eau, notamment le Caudeau. La commune a été reconnue en état de catastrophe naturelle au titre des dommages causés par les inondations et coulées de boue survenues en 1982, 1986, 1999 et 2020,. Le risque inondation est pris en compte dans l'aménagement du territoire de la commune par le biais du plan de prévention des risques inondation (PPRI) de la « vallée du Caudeau », couvrant 14 communes et approuvé le 11 septembre 2015, pour les crues du Caudeau,.
Lembras est exposée au risque de feu de forêt. L’arrêté préfectoral du 14 mars 2013 fixe les conditions de pratique des incinérations et de brûlage dans un objectif de réduire le risque de départs d’incendie. À ce titre, des périodes sont déterminées : interdiction totale du 15 février au 15 mai et du 15 juin au 15 octobre, utilisation réglementée du 16 mai au 14 juin et du 16 octobre au 14 février. En septembre 2020, un plan inter-départemental de protection des forêts contre les incendies (PidPFCI) a été adopté pour la période 2019-2029,.

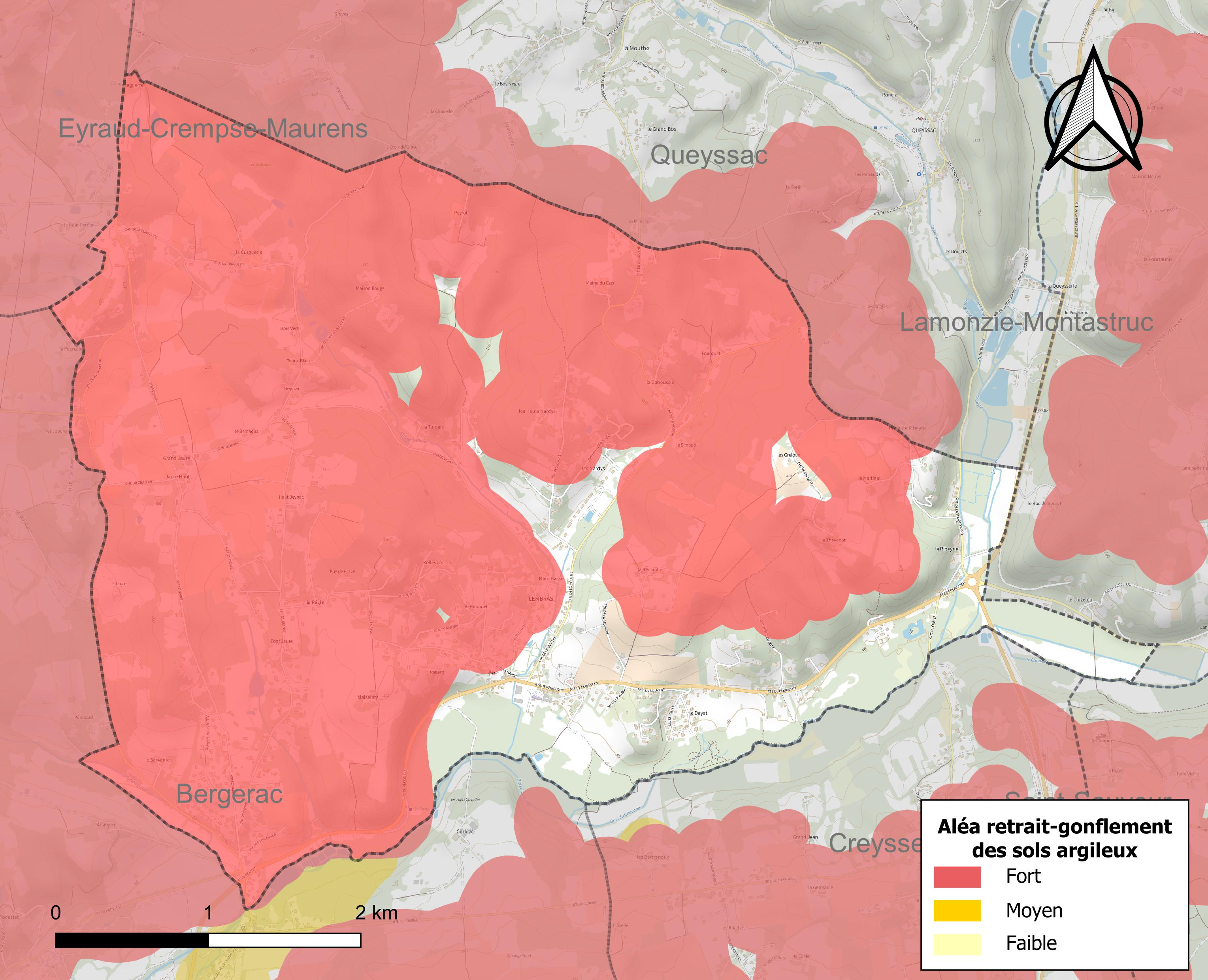
Carte des zones d'aléa retrait-gonflement des sols argileux de Lembras.

Les mouvements de terrains susceptibles de se produire sur la commune sont des tassements différentiels. Le retrait-gonflement des sols argileux est susceptible d'engendrer des dommages importants aux bâtiments en cas d’alternance de périodes de sécheresse et de pluie. 80 % de la superficie communale est en aléa moyen ou fort (58,6 % au niveau départemental et 48,5 % au niveau national métropolitain). Depuis le 1er octobre 2020, en application de la loi ÉLAN, différentes contraintes s'imposent aux vendeurs, maîtres d'ouvrages ou constructeurs de biens situés dans une zone classée en aléa moyen ou fort,.
La commune a été reconnue en état de catastrophe naturelle au titre des dommages causés par la sécheresse en 1989, 2005, 2011 et 2017 et par des mouvements de terrain en 1999.

## Toponymie
Le nom de Lembras dans sa graphie actuelle apparaît pour la première fois dans un pouillé du XIIIe siècle, puis en 1373 sous la forme Grangia de Lembraco,. Sur la carte de Cassini représentant la France entre 1756 et 1789, le village est identifié sous le nom de Lembrat.
Le nom du lieu correspond à un nom de personnage gallo-roman Lamprus suivi du suffixe -acum, déterminant le « domaine de Lamprus ».
En occitan, la commune porte le nom de Lembrac (prononcé [lɛ̃m’bra]).

## Histoire
Le territoire communal comporte plusieurs gisements préhistoriques, notamment au niveau du lieu-dit la Ribeyrie, 
La présence mérovingienne est également attestée par plusieurs tombes découvertes dans ce même secteur de la Ribeyrie.
L'ordre des Frères de l'Hôpital Saint-Jean de Jérusalem, devenu plus tard l'Ordre de Malte, avait placé Lembras sous la protection de saint Jean Baptiste. Ils édifièrent une forteresse à la Ribeyrie. En 1113 s'y dressait le château fort à trois enceintes. Vers 1198, Richard Cœur de Lion, roi d'Angleterre et duc d'Aquitaine, fit démanteler cette forteresse. Appelée « tour Cyrano », une tour du XVe siècle a subsisté, à la croisée des chemins de Queyssac et des Greloux, témoin du passé médiéval de la commune.

## Politique et administration

### Rattachements administratifs et électoraux
Dès 1790, la commune de Lembras est rattachée au canton de Bergerac qui dépend du district de Bergerac jusqu'en 1795, date de suppression des districts. En 1801, le canton est rattaché à l'arrondissement de Bergerac. En 1973, ce canton est scindé en deux et Lembras est alors rattachée au canton de Bergerac-2.
Lors de l'importante réforme de 2014 définie par le décret du 21 février 2014 et supprimant la moitié des cantons du département, la commune reste attachée au même canton.

### Intercommunalité
Fin 2001, Lembras intègre dès sa création la communauté de communes de Bergerac Pourpre. Celle-ci est dissoute au 31 décembre 2012 et remplacée au 1er janvier 2013 par la communauté d'agglomération bergeracoise. Celle-ci fusionne avec la communauté de communes des Coteaux de Sigoulès au 1er janvier 2017 pour former la nouvelle communauté d'agglomération bergeracoise.

### Administration municipale
La population de la commune étant comprise entre 500 et 1 499 habitants au recensement de 2017, quinze conseillers municipaux ont été élus en 2020,.

### Liste des maires
| Période                                  | Période   | Identité        | Étiquette | Qualité  |
| ---------------------------------------- | --------- | --------------- | --------- | -------- |
| Les données manquantes sont à compléter. |           |                 |           |          |
|                                          |           |                 |           |          |
| 1989                                     | mars 2008 | Jean Liegey     |           |          |
| mars 2008 (réélu en mai 2020)            | En cours  | Michel Terreaux | SE        | Retraité |

## Équipements et services publics

### Justice
Dans le domaine judiciaire, Lembras relève : 
- du tribunal judiciaire, du tribunal pour enfants, du conseil de prud'hommes et du tribunal de commerce de Bergerac ;
- du pôle Nationalité du tribunal judiciaire de Périgueux (compétent uniquement dans le domaine de la nationalité) ;
- de la cour d'appel, du tribunal administratif et de la  cour administrative d'appel de Bordeaux.

## Population et société

### Démographie
Les habitants de Lembras se nomment les Lembrasiens.
L'évolution du nombre d'habitants est connue à travers les recensements de la population effectués dans la commune depuis 1793. Pour les communes de moins de 10 000 habitants, une enquête de recensement portant sur toute la population est réalisée tous les cinq ans, les populations de référence des années intermédiaires étant quant à elles estimées par interpolation ou extrapolation. Pour la commune, le premier recensement exhaustif entrant dans le cadre du nouveau dispositif a été réalisé en 2005.

En 2022, la commune comptait 1 255 habitants, en évolution de +9,61 % par rapport à 2016 (Dordogne : +0,37 %, France hors Mayotte : +2,11 %).
| 1793 | 1800 | 1806 | 1821 | 1831 | 1836 | 1841 | 1846 | 1851 |
| ---- | ---- | ---- | ---- | ---- | ---- | ---- | ---- | ---- |
| 596  | 603  | 573  | 679  | 623  | 614  | 624  | 626  | 643  |

| 1856 | 1861 | 1866 | 1872 | 1876 | 1881 | 1886 | 1891 | 1896 |
| ---- | ---- | ---- | ---- | ---- | ---- | ---- | ---- | ---- |
| 594  | 625  | 608  | 582  | 572  | 578  | 563  | 523  | 554  |

| 1901 | 1906 | 1911 | 1921 | 1926 | 1931 | 1936 | 1946 | 1954 |
| ---- | ---- | ---- | ---- | ---- | ---- | ---- | ---- | ---- |
| 524  | 500  | 487  | 468  | 459  | 443  | 464  | 501  | 555  |

| 1962 | 1968 | 1975 | 1982 | 1990  | 1999  | 2005  | 2006  | 2010  |
| ---- | ---- | ---- | ---- | ----- | ----- | ----- | ----- | ----- |
| 570  | 597  | 723  | 977  | 1 174 | 1 194 | 1 194 | 1 178 | 1 229 |

| 2015  | 2020  | 2022  | - | - | - | - | - | - |
| ----- | ----- | ----- | - | - | - | - | - | - |
| 1 152 | 1 241 | 1 255 | - | - | - | - | - | - |

### Manifestations culturelles et festivités
Festival Lembr'Africa sur trois jours début septembre (13e édition en 2024).

## Économie

### AOC

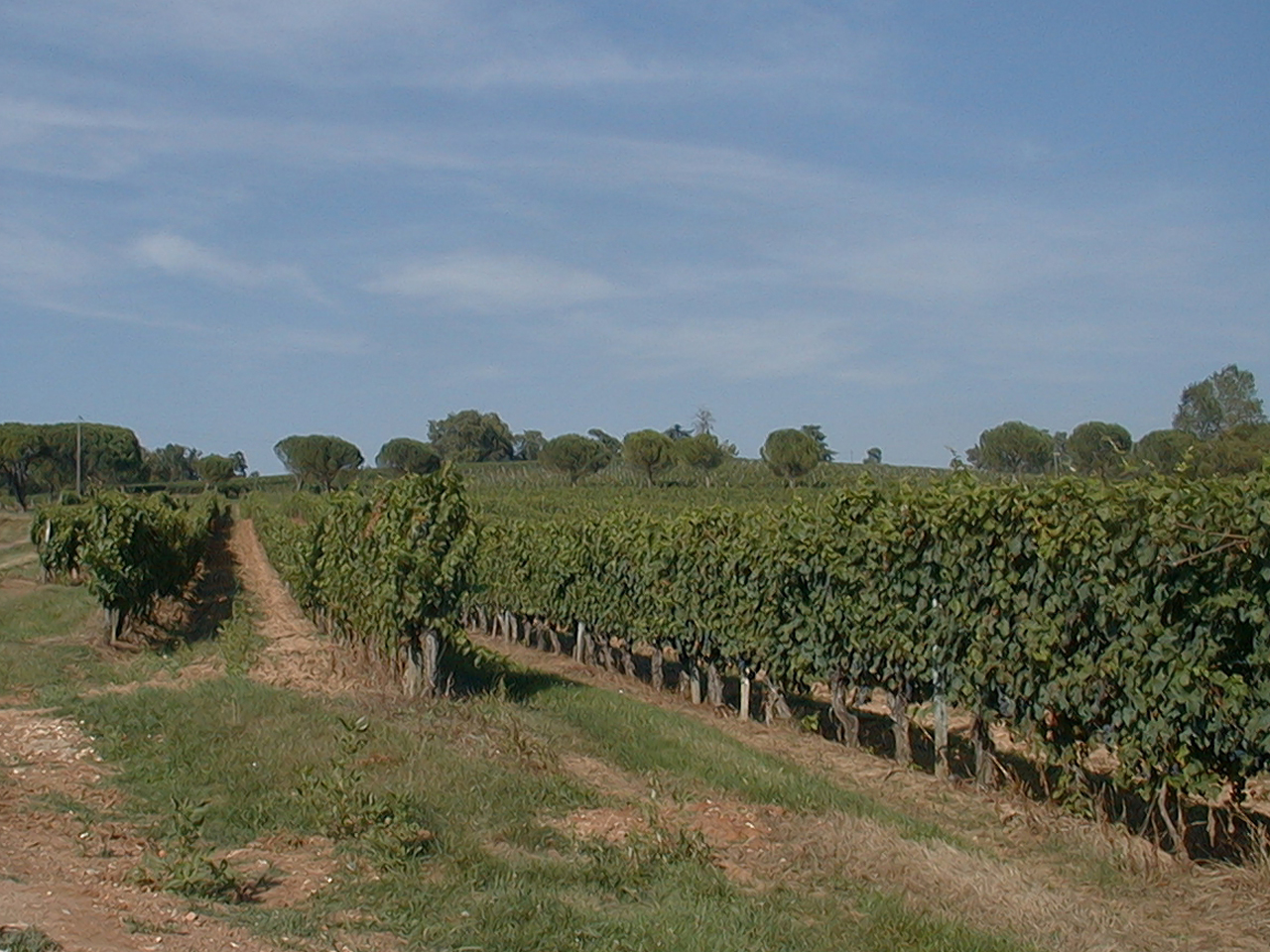
Vignes à Lembras.

La commune de Lembras est l'une des quatre communes (avec Bergerac, Creysse et Saint-Sauveur) où est cultivé le vignoble qui produit l'AOC pécharmant.

### Emploi
En 2016, parmi la population communale comprise entre 15 et 64 ans, les actifs représentent 452 personnes, soit 39,5 % de la population municipale. Le nombre de chômeurs (cinquante-trois) a augmenté par rapport à 2011 (quarante-cinq) et le taux de chômage de cette population active s'établit à 11,7 %.

### Établissements
Au 31 décembre 2015, la commune compte 84 établissements, dont quarante-quatre au niveau des commerces, transports ou services, vingt-quatre dans la construction, sept relatifs au secteur administratif, à l'enseignement, à la santé ou à l'action sociale, cinq dans l'agriculture, la sylviculture ou la pêche, et quatre dans l'industrie.

## Culture locale et patrimoine

### Lieux et monuments
- Église de la Décollation-de-Saint-Jean-Baptiste[67].
- La tour Cyrano du XVe siècle[48].
- Au sud du chevet de l'église, le monument aux morts, œuvre du sculpteur Daniel Dorillac (1883 - 1939), représente un poilu.
- Un ensemble important de rocaille datant de la fin du XIXe siècle composé d'une rambarde, de troncs d'arbres et de deux fauteuils en haut d'un escalier, est visible à l'extérieur d'une propriété privée (domaine de Bellevue Cottage).

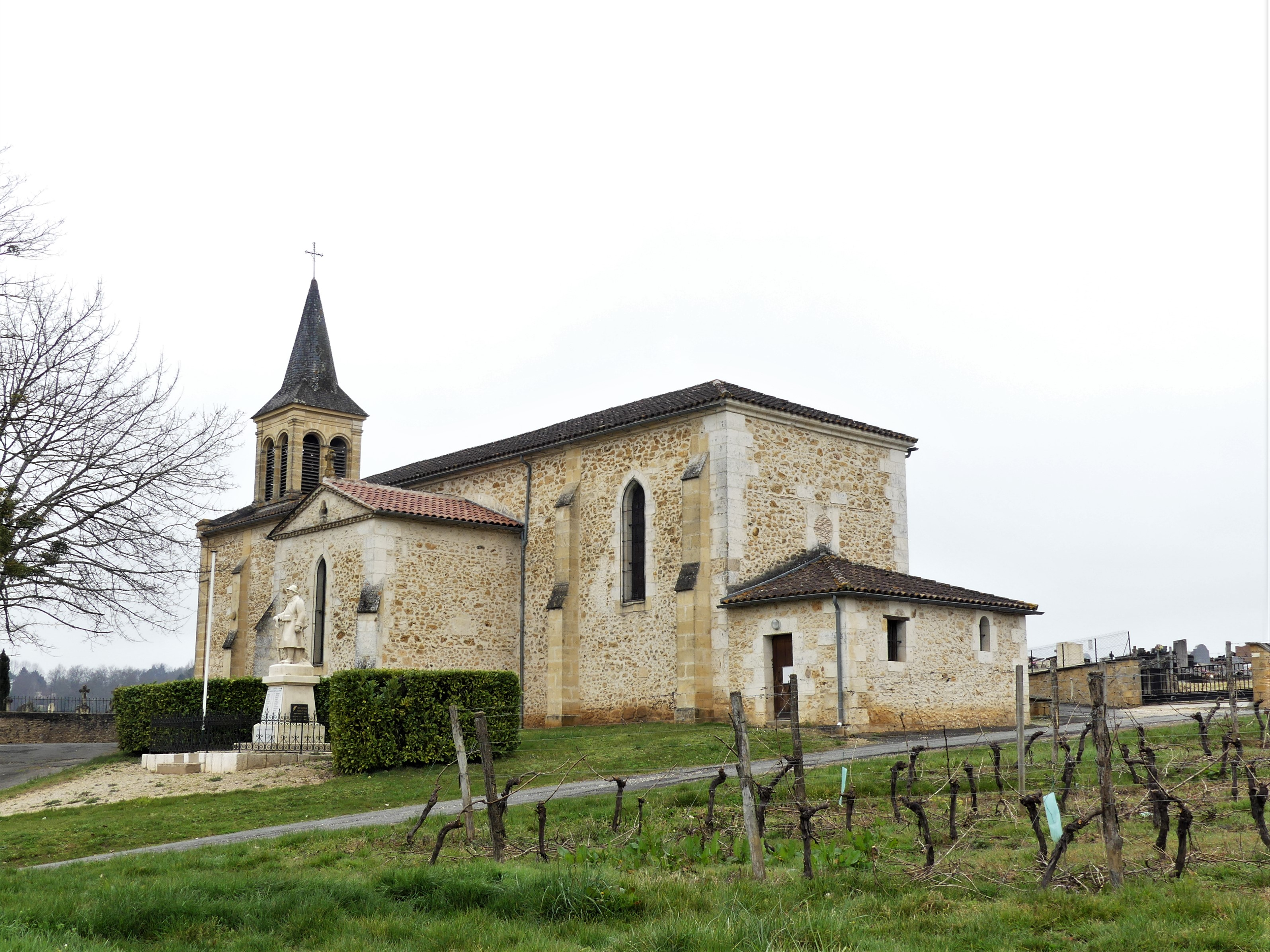
L'église de la Décollation-de-Saint-Jean-Baptiste.
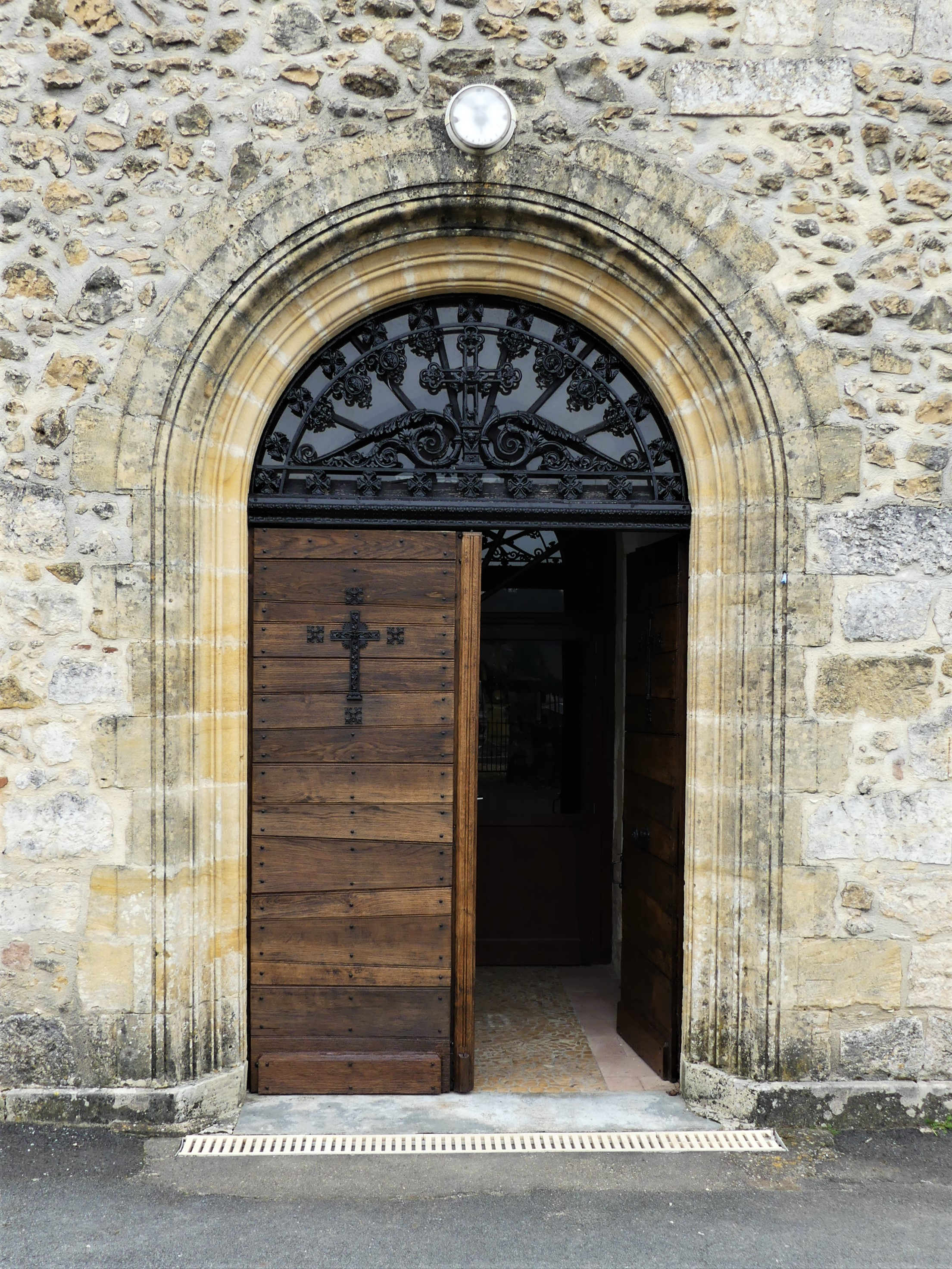
Son portail.
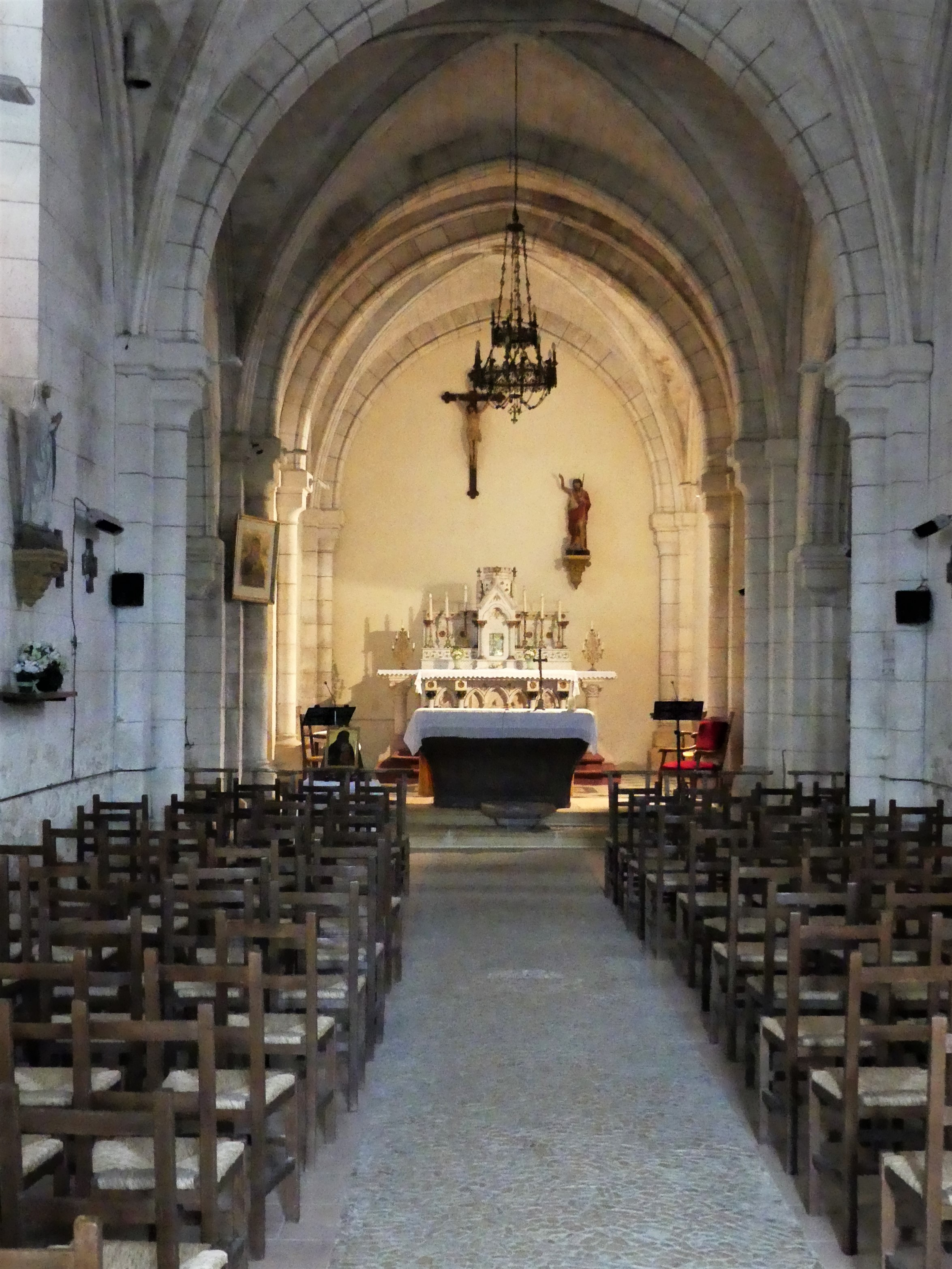
Sa nef.
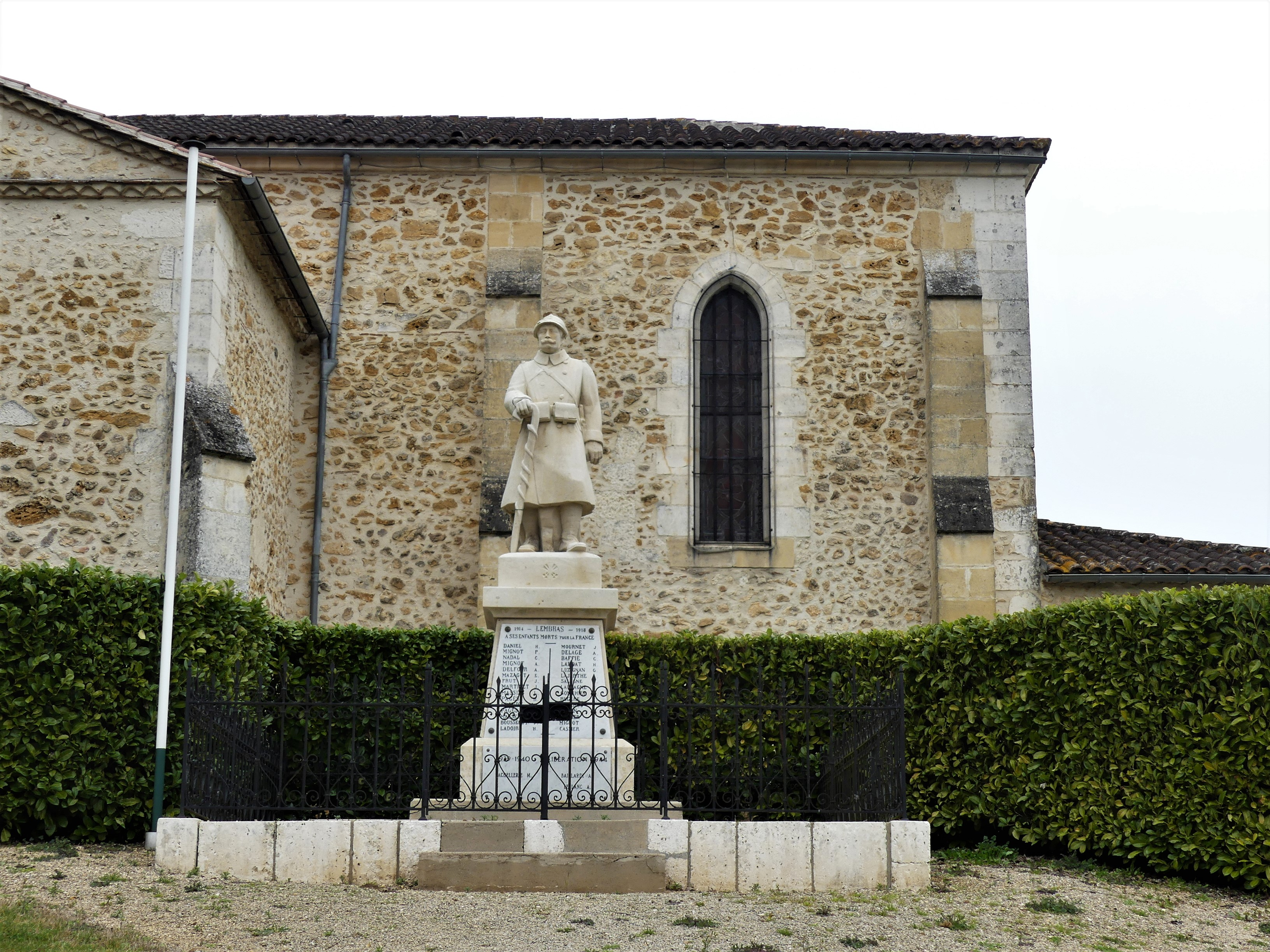
Le monument aux morts.
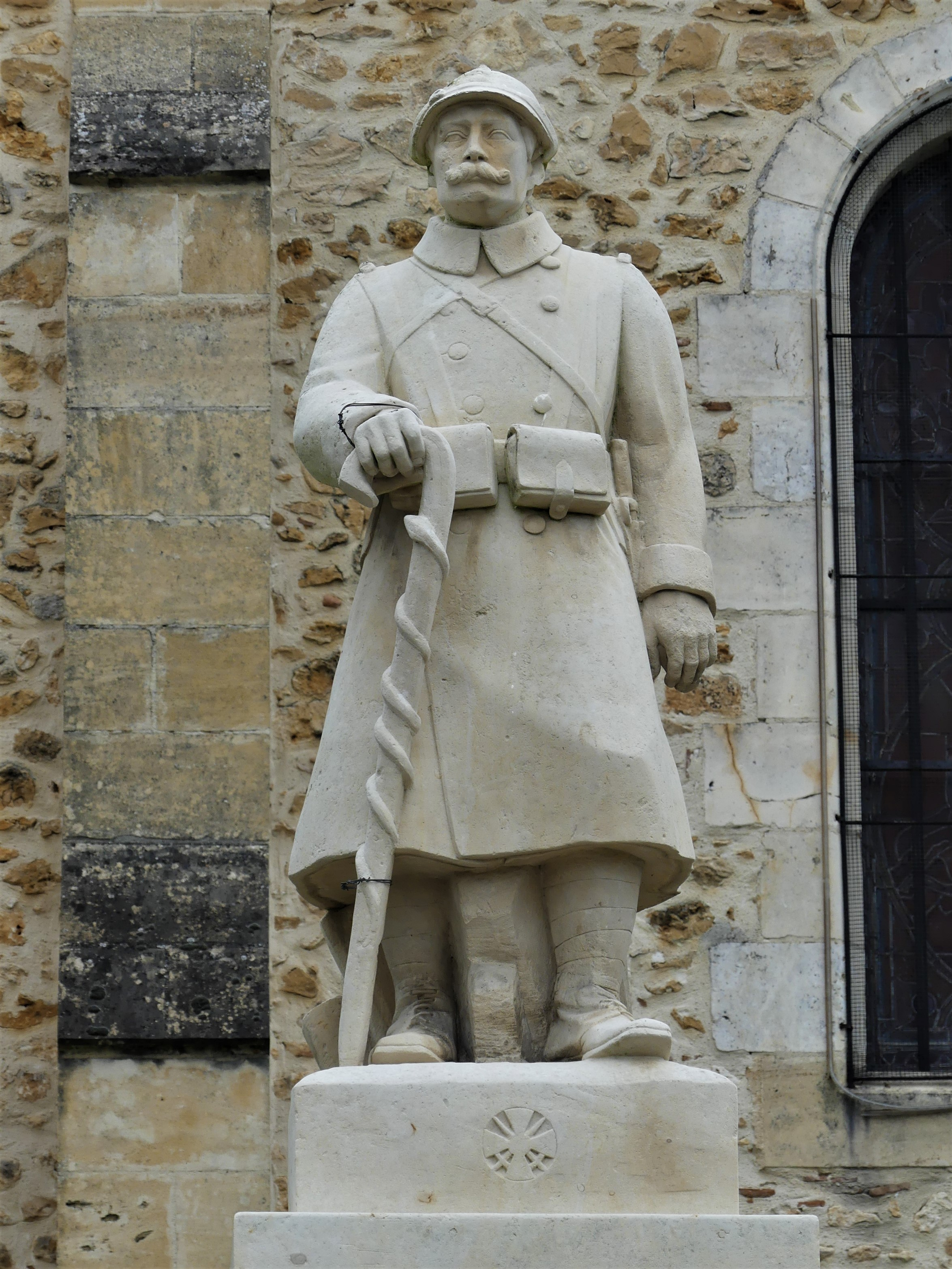
La statue du poilu.
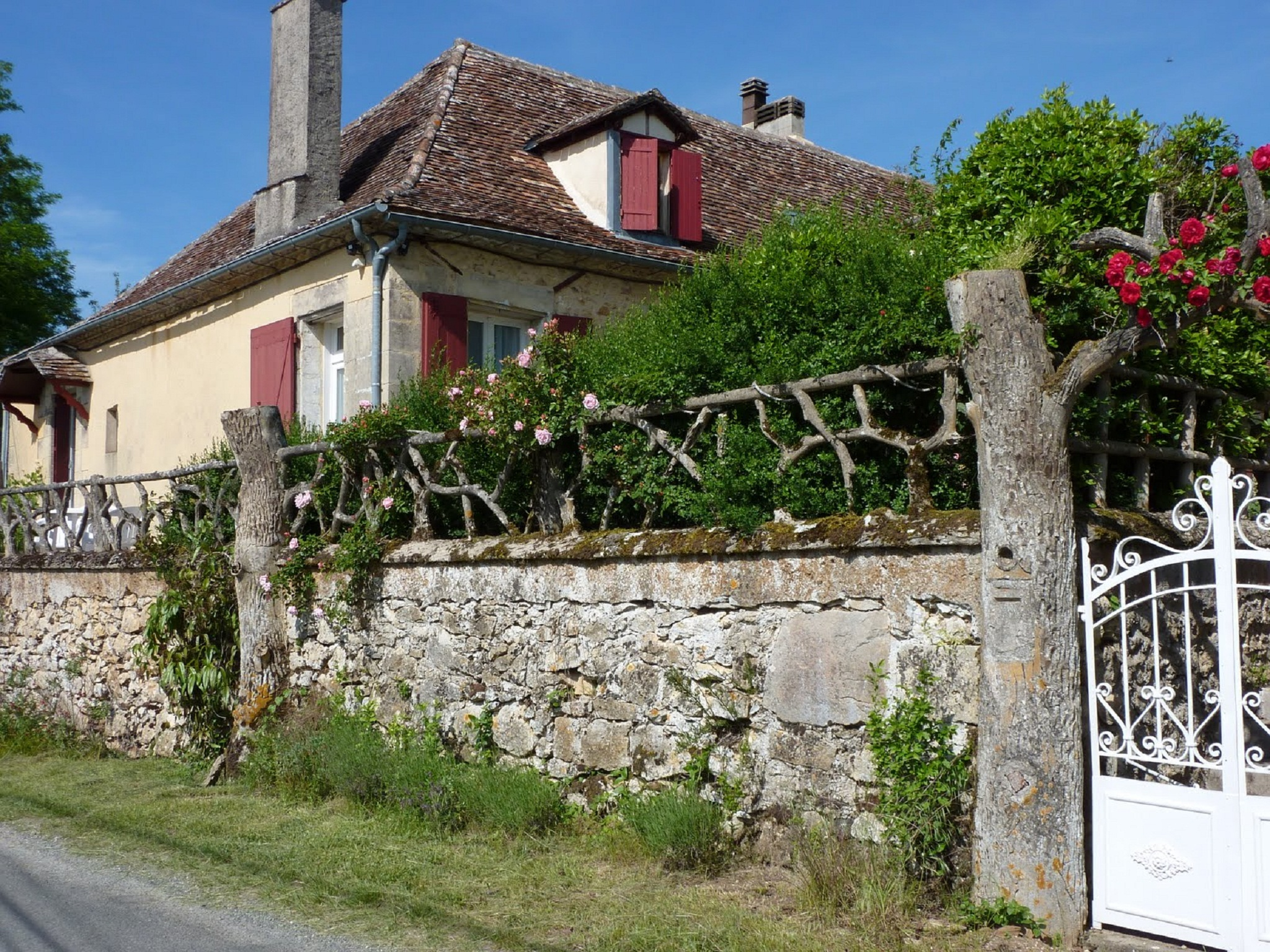
Rambarde en rocaille du domaine de Bellevue Cottage

### Héraldique
| Blason de Lembras | Blason  | De sinople à la tour d'argent maçonnée et ouverte de sable, au chef cousu de gueules* à la croix d'argent.                                                        |
| Blason de Lembras | Détails | * Il y a là non-respect de la règle de contrariété des couleurs : ces armes sont fautives (gueules sur sinople). Le statut officiel du blason reste à déterminer. |

## Pour approfondir